# جميلة مالك
جميلة مالك (1945 أو 1946 - 2020)، هي ممثلة سينمائية هندية في أفلام جنوب الهند. كانت أول امرأة من ولاية كيرالا تتخرج من معهد السينما والتلفزيون في الهند. عملت كمدرسة في عدد من المدارس. مثلت أيضًا في أكثر من عشرين مسلسلًا تلفزيونيًا خلال التسعينيات من القرن 20. توفيت في 28 يناير 2020 عن عمر يناهز 74 عامًا.

## روابط خارجية
- جميلة مالك على موقع IMDb (الإنجليزية)